# Província fitogeográfica subantártica

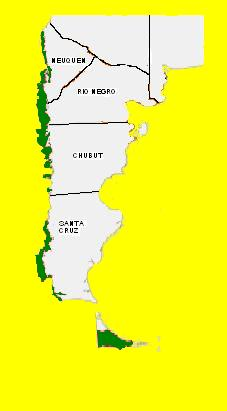
Área que cubren los Bosques andino patagónicos en Argentina.

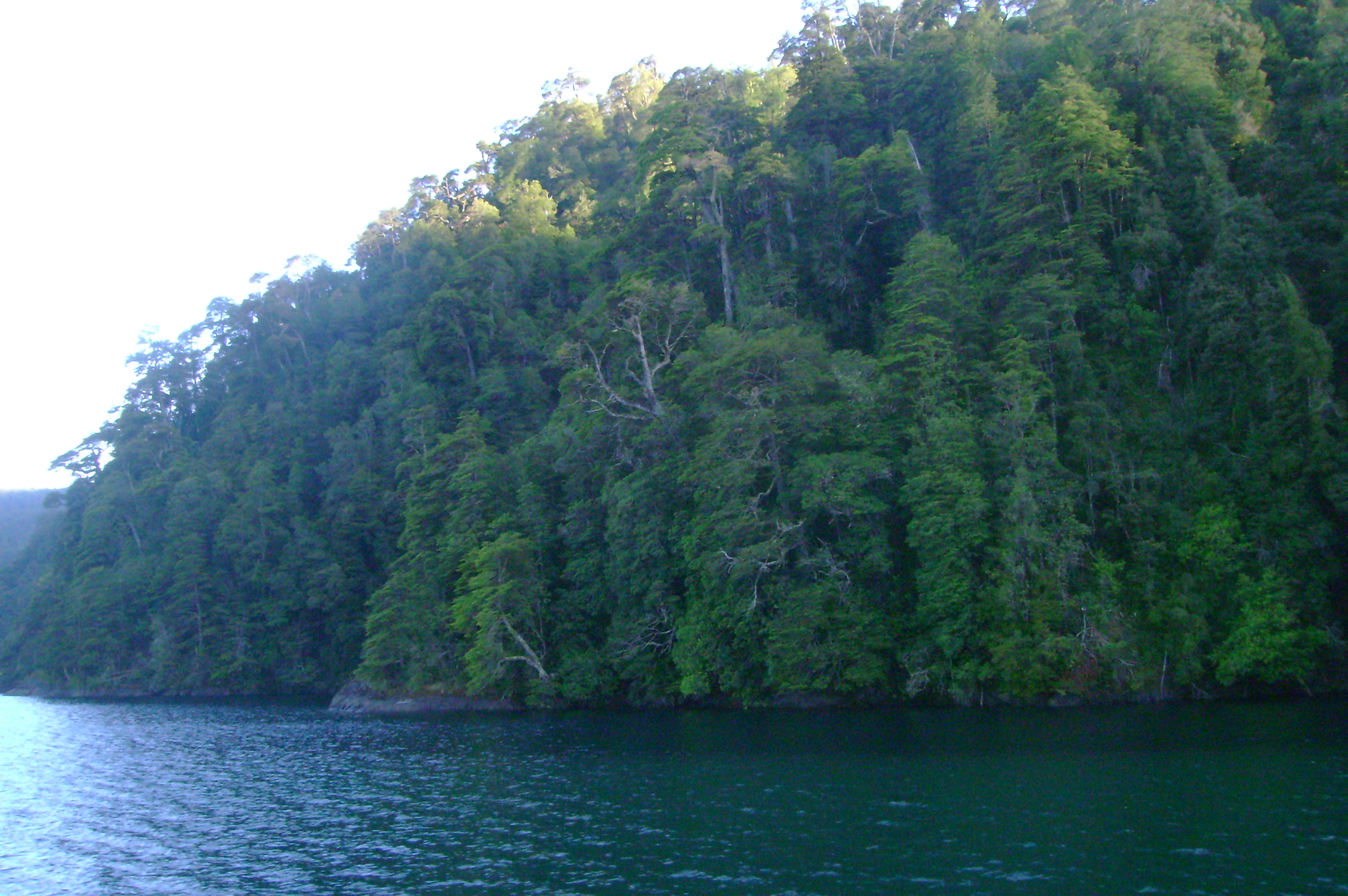
Lago Pirihueico, sur de Chile, bosque de coihue, Provincia fitogeográfica Subantártica.

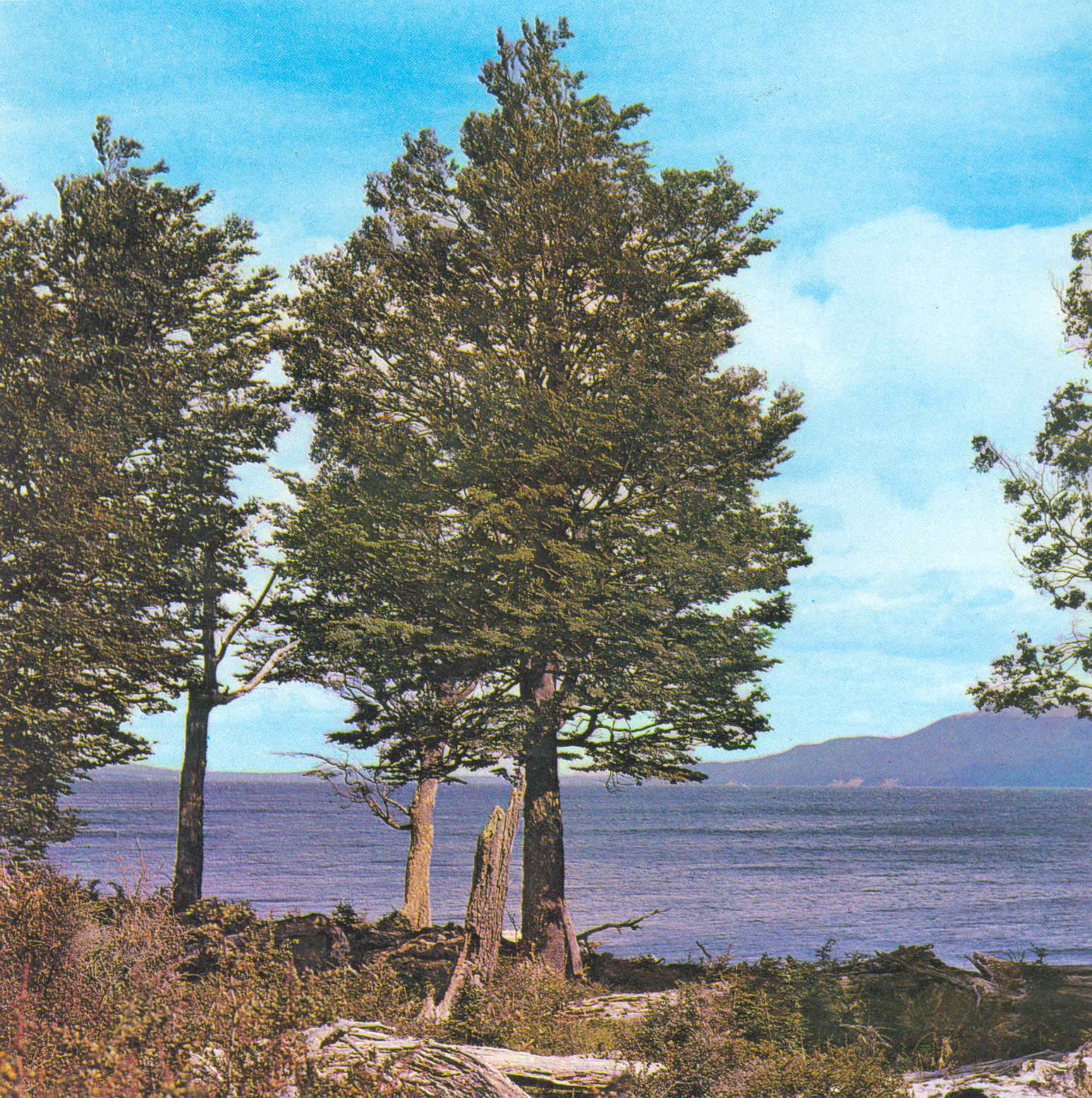
Lenga, Provincia fitogeográfica Subantártica.

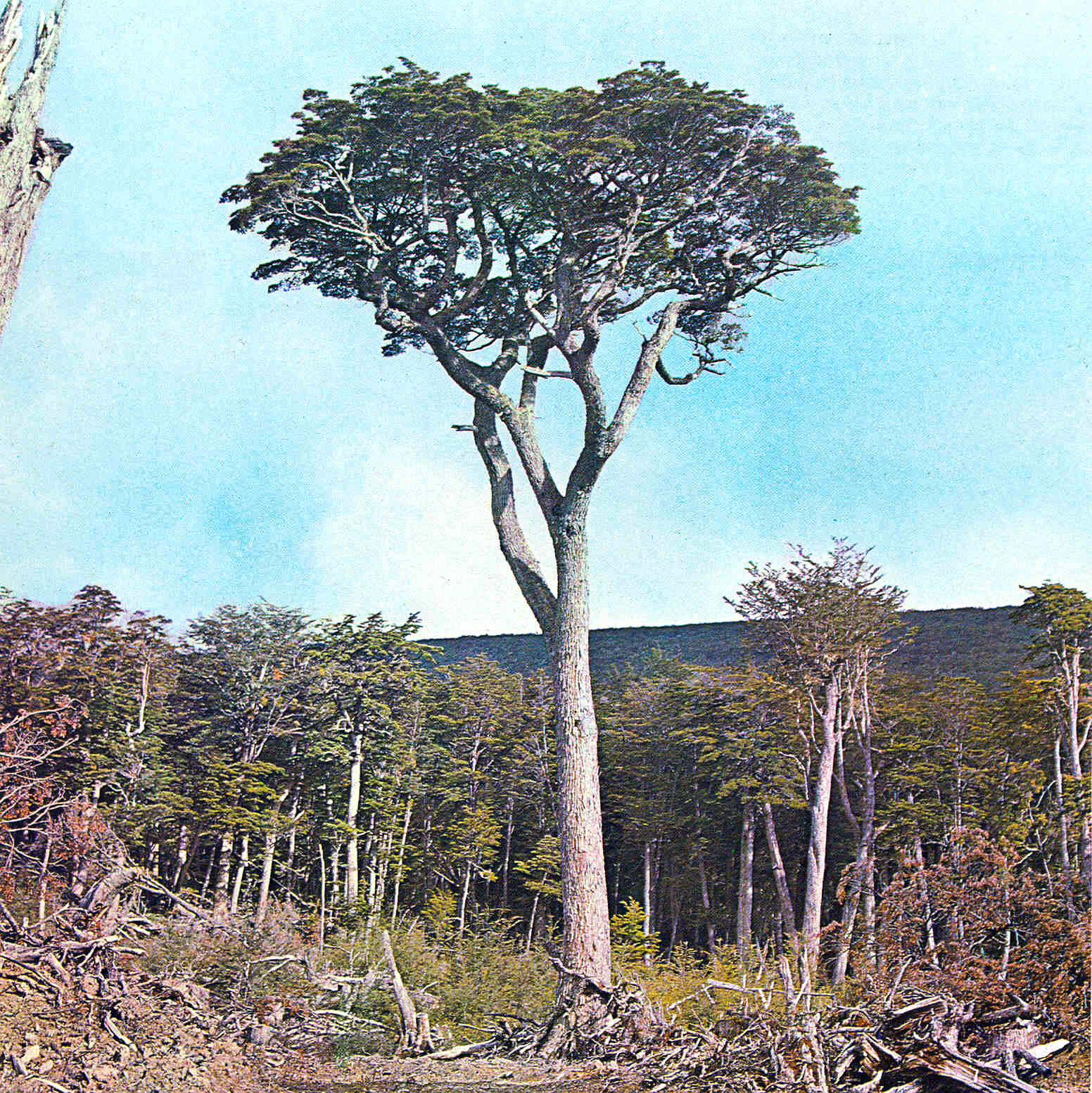
Coihue de Magallanes, Provincia fitogeográfica Subantártica.

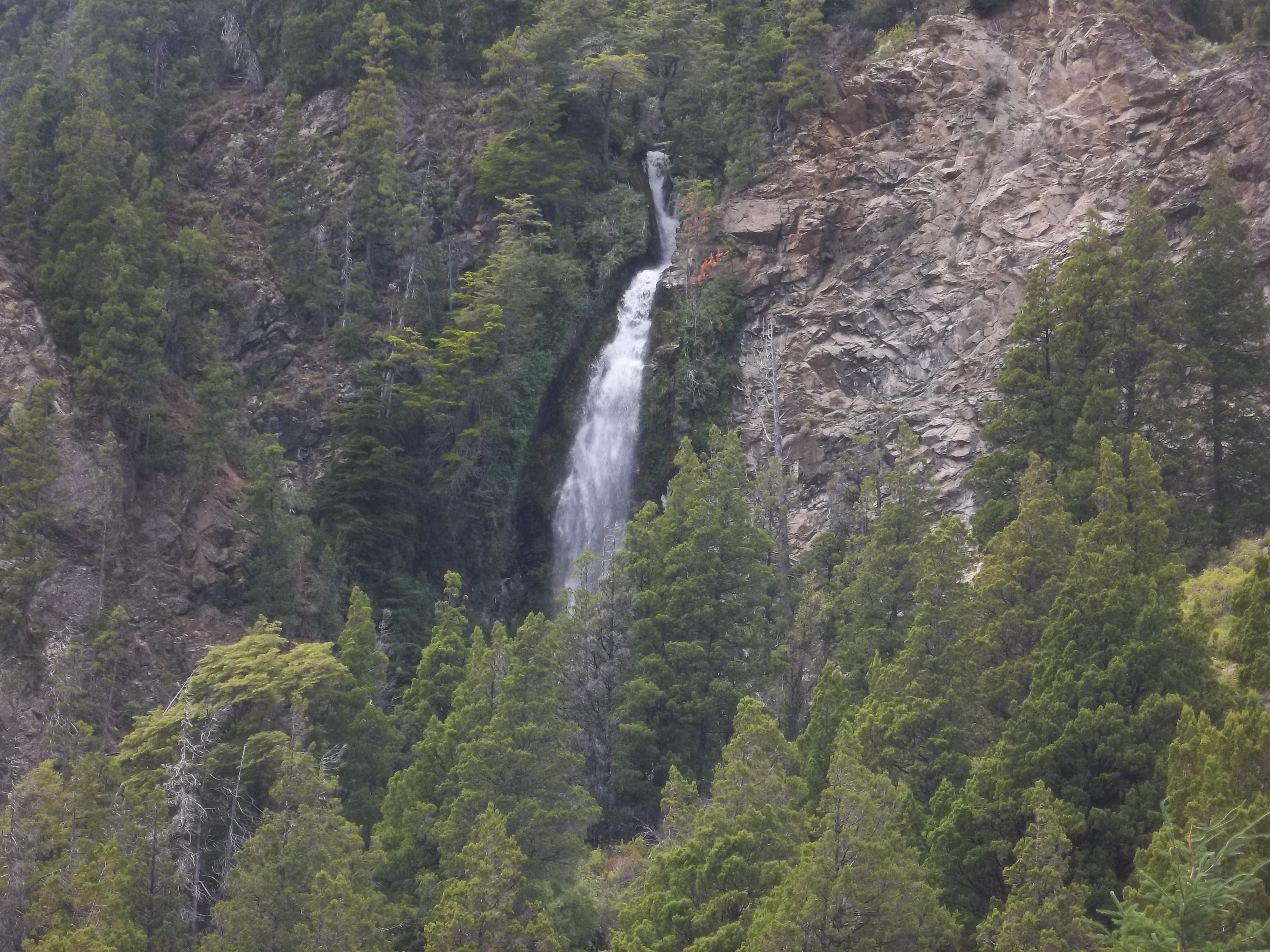
Cascada de la Virgen, provincia de Río Negro, Argentina, bosque de ciprés de la cordillera, Provincia fitogeográfica Subantártica.

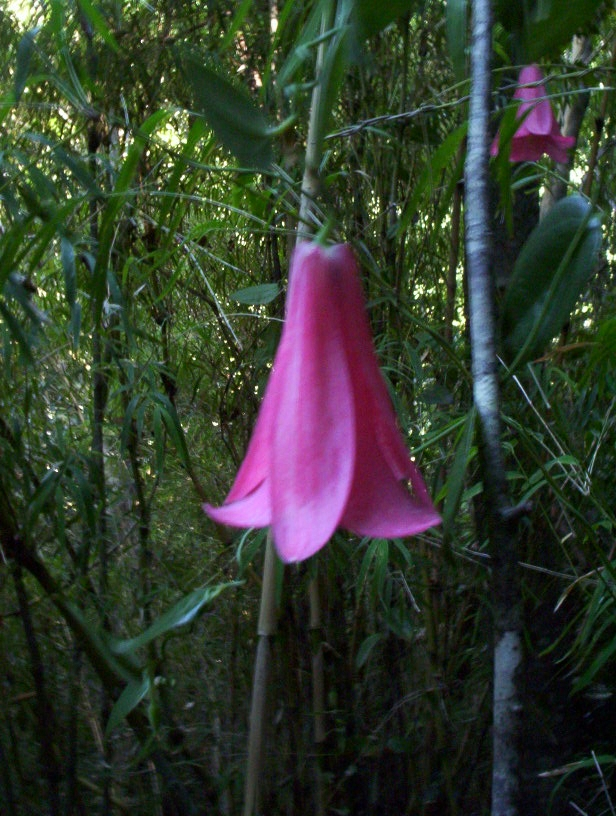
El copihue (Lapageria rosea).

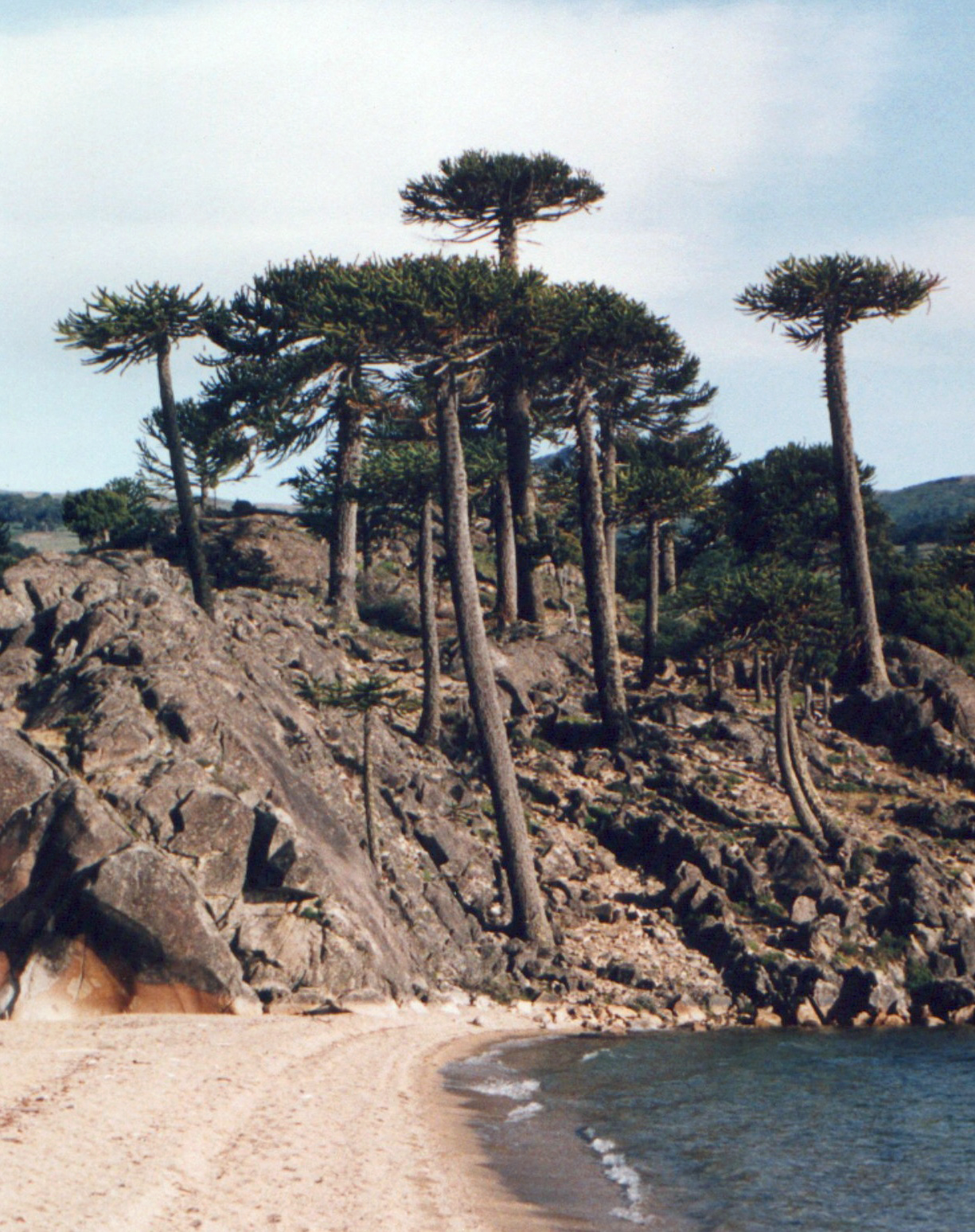
El pehuén, es el árbol emblemático de esta Provincia fitogeográfica.

Província fitogeográfica subantárctica é uma das secções em que se divide o domínio fitogeográfico subantárctico, abrangendo a parte sudoeste do Cone Sul americano. Inclui sobretudo diferentes formações de florestas temperadas e frias, tanto de folha caduca como de folha perene; as turfeiras também são frequentes. Esta província fitogeográfica compreende uma grande parte do sul do Chile e uma faixa adjacente do sudoeste da Argentina, de norte a sul, nas províncias de Neuquén, Río Negro, Chubut, Santa Cruz e Terra do Fogo Antárctica e Ilhas do Atlântico Sul.

## Distritos fitogeográficos
Esta província fitogeográfica pode ser subdividida em vários distritos fitogeográficos:
- Distrito fitogeográfico maulino, o bosque esclerófilo chileno (geralmente tratado como um distrito pertencente à província fitogeográfica do Chile Central)
- Distrito fitogeográfico subantártico do pehuén
- Distrito fitogeográfico subantártico do bosque caducifólio
- Distrito fitogeográfico subantártico valdiviano
- Distrito fitogeográfico subantártico magalhânico